# Опережение зажигания
Изменение угла опережения зажигания
Опереже́ние зажига́ния — воспламенение горючей смеси в цилиндре двигателя до достижения поршнем верхней мёртвой точки.
Момент зажигания оказывает большое влияние на работу двигателя. При работе ДВС во время сжатия перед достижением поршнем ВМТ происходит воспламенение рабочей смеси в камере сгорания с помощью свечи зажигания. Происходит возгорание горючей смеси, расширение рабочих газов и выполняется следующий такт — рабочий ход. В действительности сгорание горючей смеси происходит не мгновенно. От момента появления искры до момента, когда вся смесь загорится, и давление газов достигнет максимальной величины, проходит несколько миллисекунд времени. Этот отрезок времени очень мал, но так как скорость вращения коленчатого вала весьма велика, то даже за это время поршень успевает пройти некоторый путь от того положения, при котором началось воспламенение смеси. Поэтому, если воспламенить смесь в ВМТ, то горение будет происходить при увеличивающемся объёме, (начало рабочего хода) и закончится, когда поршень уже пройдёт некоторый путь. Максимальная величина давления газов при этом будет меньше, чем в том случае, если бы сгорание всей смеси произошло до достижения ВМТ. Если воспламенение смеси происходит слишком рано, то давление газов достигает значительной величины до того, как поршень подойдёт к ВМТ, и начинает противодействовать движению поршня. Всё это приводит к уменьшению мощности двигателя, его перегреву. Поэтому, при правильном выборе момента зажигания давление газов достигает максимальной величины примерно через 10-12 градусов поворота коленчатого вала после прохода поршнем верхней мертвой точки. Опережение зажигания характеризуется углом опережения зажигания.
 Угол опережения зажигания — угол поворота кривошипа от момента, при котором на свечу зажигания подаётся напряжение для пробоя искрового промежутка, до занятия поршнем верхней мёртвой точки.
Наивыгоднейшее опережение зажигания в основном зависит от соотношения между скоростью горения смеси и числом оборотов двигателя. Чем больше число оборотов двигателя, тем больше должно быть опережение зажигания, а чем больше скорость горения смеси, тем меньше. Скорость горения зависит от конструкции двигателя, от состава рабочей смеси и некоторых других факторов. Наибольшее влияние на скорость сгорания оказывает содержание остаточных газов в горючей смеси. При малом открытии дроссельной заслонки процентное содержание остаточных отработавших газов велико, смесь горит медленно, поэтому опережение зажигания должно быть большим. По мере открытия дроссельной заслонки в цилиндр поступает всё больше свежей горючей смеси, а количество отработавших газов остаётся примерно неизменным, в результате процентное содержание их уменьшается и смесь горит быстрее — опережение зажигания должно уменьшаться. При одновременном изменении положения дросселя (изменение нагрузки) и числа оборотов наивыгоднейшее опережение зажигания зависит от обоих факторов одновременно и в зависимости от условий работы двигателя оба фактора могут влиять на наивыгоднейшее опережение в одном или в разных направлениях.
Для изменения опережения зажигания в зависимости от оборотов коленчатого вала используют центробежные регуляторы, расположенные обычно в прерывателях. При изменении нагрузки двигателя и сохранении его оборотов постоянными центробежный регулятор не меняет опережения зажигания, в то время как в этих условиях (постоянные обороты и переменная нагрузка) угол опережения зажигания должен изменяться. Для этого центробежный регулятор дополняют вакуумным регулятором.
Всё это справедливо при условии, что топливо допускает бездетонационную работу двигателя. Однако в действительности предельная величина опережения зажигания ограничивается явлением детонации в двигателе. Поэтому при переходе с топлива одного качества на другое, отличающееся от первого антидетонационными свойствами, установка зажигания должна быть изменена. Это осуществляется при помощи специального устройства — октан-корректора, позволяющего корректировать установку зажигания в зависимости от качества применяемого топлива.
В современных инжекторных системах установкой УОЗ занимается бортовая ЭВМ (ECM) на основании программы и показания датчиков, в том числе и датчика детонации, поэтому установка центробежных регуляторов, октан-корректоров и прочих элементов карбюраторных систем не требуется. Поскольку, зачастую, каждая свеча имеет собственную катушку зажигания, ECM может управлять УОЗ каждого цилиндра в отдельности. Это же может достигаться и на т.н. трамблёрных системах поджига, поскольку моментом подачи искры управляет также ECM.